# Ravnholm Station
Ravnholm Station er en jernbanestation i Ravnholm der ligger på Nærumbanen.
Der er kun et spor ved denne station.
Umiddelbart ved Ravnholm Station ligger virksomheden Topsøe A/S på Nymøllevej.
Den halvcirkelformede kontorbygning ligger umiddelbart ud til stationen.

## Galleri
- Wikimedia Commons har flere filer relateret til Ravnholm Station

- Perronen set fra syd.
- Tog til Jægersborg forlader stationen.
- Adgang fra IBM's område.
- Adgang fra Haldor Topsøes område.